# Giblet Gravy
Albums de George Benson
The George Benson Cookbook
(1966) Shape of Things to Come
(1968)
Giblet Gravy est le quatrième album studio de George Benson, sorti en 1968 chez Verve Records.

## Description
Giblet Gravy est enregistré la même année ou Benson joue sur un album de Miles Davis dont il emprunte la section rythmique, Herbie Hancock et Ron Carter. Un des objectifs de l’album est de présenter le jeune guitariste de 25 ans comme le nouveau Wes Montgomery, ce qui explique les nombreuses reprises de tubes du jour, une pratique fréquente de Montgomery, avec des versions réarrangées de Sunny , Walk On By ou encore Groovin'. La volonté d’obtenir un son actuel passe aussi par l’appel à l’arrangeur Tom McIntosh qui sollicite une section de cuivres et des chœurs occasionnels,.
Nat Hentoff décrit ainsi l’album :  «En écoutant cet album, je n’arrivais pas à m’ôter le mot "grooving" de l’esprit. […] Au lieu d’analyser, j’ai été emporté dans la musique par le son fort et profond de Benson, sa souplesse, sa pulsation irrésistible, et l’autorité joyeuse avec laquelle il joue. » 

## Pistes
| 1. | Along Comes Mary (en) | Tandyn Almer              | 2:59 |
| 2. | Sunny                 | Bobby Hebb                | 2:52 |
| 3. | What's New? (en)      | Bob Haggart, Johnny Burke | 5:29 |
| 4. | Giblet Gravy          | George Benson             | 4:48 |
| 5. | Walk On By            | Burt Bacharach            | 3:22 |

| 6. | Thunder Walk       | Harold Ousley                  | 4:40 |
| 7. | Sack of Woe        | Cannonball Adderley            | 3:06 |
| 8. | Groovin'           | Felix Cavaliere, Eddie Brigati | 2:42 |
| 9. | Low Down and Dirty | George Benson                  | 8:30 |

| 10. | Billie's Bounce                | Charlie Parker            | 6:05 |
| 11. | What’s New (prise alternative) | Bob Haggart, Johnny Burke | 5:31 |
| 12. | What’s New (prise alternative) | Bob Haggart, Johnny Burke | 5:28 |

## Crédits
Musiciens
- George Benson – guitare
- Jimmy Owens – trompette, bugle
- Ernie Royal - trompette
- Snooky Young - trompette
- Alan Raph – trombone basse
- Pepper Adams -  saxophone baryton
- Herbie Hancock - piano
- Eric Gale - guitare
- Carl Lynch - guitare (sur la piste 1)
- Ron Carter - basse
- Bob Cranshaw - basse (sur les pistes 2,4 et 5)
- Johnny Pacheco - congas
- Billy Cobham - batterie
- Eileen Gilbert – chœurs (sur les pistes 2 et 5)
- Albertine Robinson - chœurs (sur les pistes 2 et 5)
- Lois Winter - chœurs (sur les pistes 2 et 5)
- Tom McIntosh – arrangeur, chef d’orchestre

Technique
- Esmond Edwards – production
- Val Valentin (en) – ingénieur du son
- Daniel Kramer – photographie
- Acy R. Lehman – direction artistique